# Tokanui (fleuve)
Le fleuve Tokanui  (en anglais : Tokanui River) est  un cours d’eau de l’ Ile du Sud de la Nouvelle-Zélande, s’écoulant dans la baie de Toetoes.